# Stawiki
Zbiornik wodny Stawiki w Sosnowcu oraz kompleks rekreacyjny o tej samej nazwie, położony na obrzeżach Parku im. porucznika pilota Jana Fusińskiego (dawniej Leona Kruczkowskiego), w zachodniej części miasta przy granicy z Katowicami. Staw położony jest na terenach, które przed 1960 rokiem należały do ówczesnego miasta Szopienice. Teren poprzez decyzję administracyjną o zmianie granicy Szopienic znalazł się w obrębie miasta Sosnowiec.

## Zbiornik wodny
Staw podobnie jak pozostałe akweny kompleksu przyrodniczo-krajobrazowego „Szopienice-Borki” w dolinie Brynicy powstał w miejscu dawnego wyrobiska piasku.
Powierzchnia tafli wody 7,8 ha, pojemność 120 tys. m³. Średnia głębokość: 3 m, maksymalna głębokość: 5 m.
W 2008 prowadzono badania jakości wody, w których zakwalifikowano wody zbiornika do I klasy czystości z ogólną oceną dobrą. Badania z 2016 określają jakość wody jako doskonałą. Wody zbiornika, stanowiące czynne kąpielisko, są pod stałym nadzorem Państwowego Powiatowego Inspektoratu Sanitarnego w Sosnowcu.

## Infrastruktura
Stawiki są popularnym miejscem wypoczynku, zlokalizowane niecałe 2 km od centrum Sosnowca i 9 km od Śródmieścia Katowic. Z tej przyczyny posiada mocno rozwiniętą infrastrukturę rekreacyjną i sportową.
Zbiornik stanowi bazę ośrodka rekreacji i wypoczynku prowadzonego przez MOSiR Sosnowiec. Jest to również łowisko wędkarskie nr 304. W bezpośrednim sąsiedztwie akwenu przebiega Szlak Rowerowy Dawnego Pogranicza.

### Kąpielisko Stawiki
Piaszczysto-trawiasta publiczna plaża miejska o długości ok. 100 m, strzeżona (w sezonie letnim), z przebieralnią, toaletami, utrzymywana przez MOSiR Sosnowiec. Na kąpielisko strzeżone wydzielono akwen o wymiarach 100 m i 60 m.

### Wake Zone Stawiki

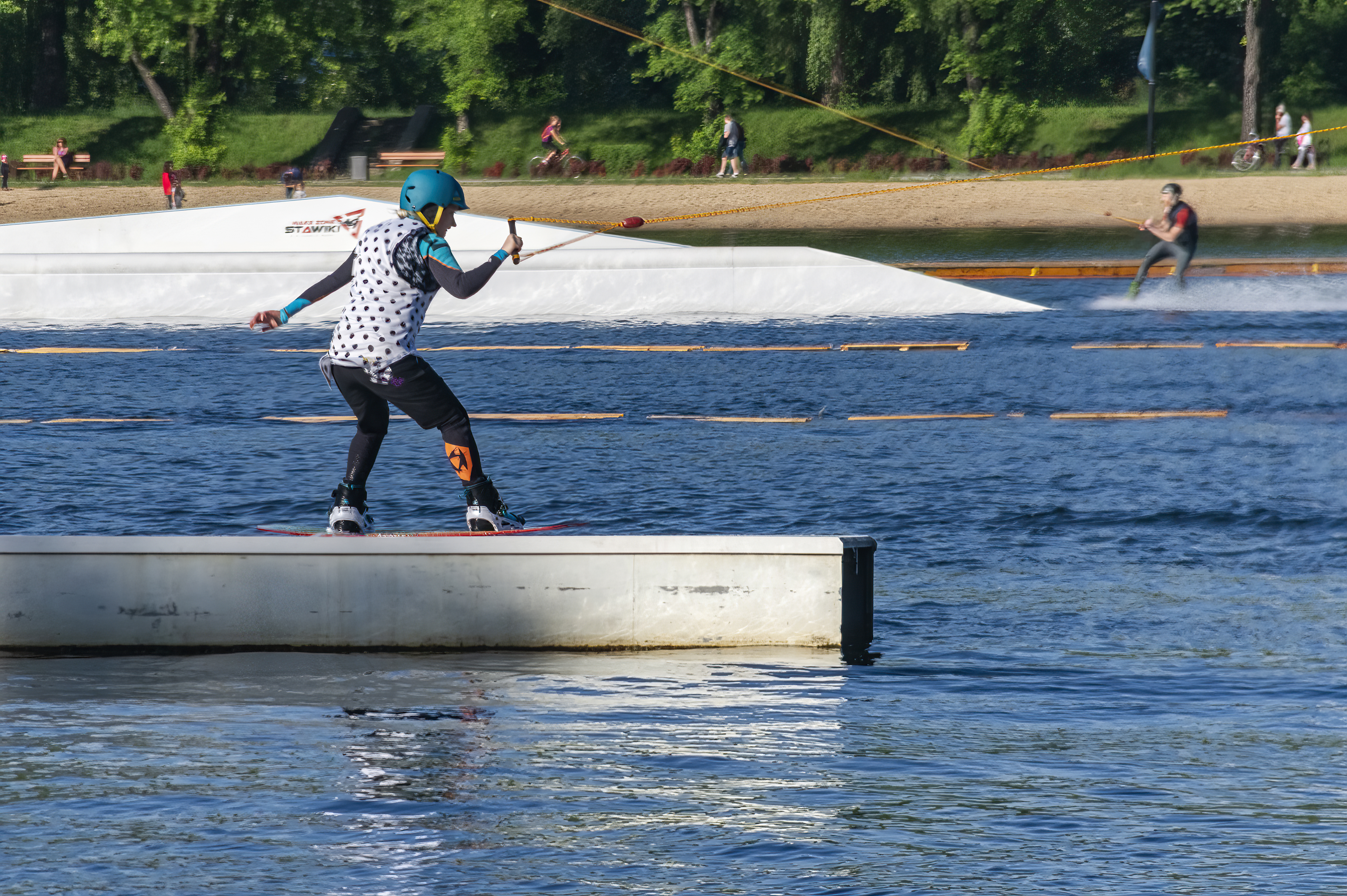
Wakeboarding na stawie Stawiki w Sosnowcu

Uruchomiony w 2014 kompleks do uprawiania sportów wodnych, początkowo wyposażony w pojedynczy, dwusłupowy wyciąg w poprzek stawu oraz wypożyczalnie. Po remoncie zakończonym w 2017 kompleks należy do jednych z największych w Polsce do uprawiania wakeboardingu. Dzięki modernizacji stał się zarazem jedynym w regionie ośrodkiem do uprawiania narciarstwa wodnego. Miejsce rozgrywania zawodów krajowych i światowych na poziomie mistrzowskim.

### Ścieżka edukacyjna
Złożona z 8 przystanków ścieżka edukacyjna o długości 732 m. Każda stacja poświęcona jest oddzielnemu tematowi. Można tu znaleźć takie stanowiska, jak: Polana, Torfowisko, Wykrot czy Kruszczyk szerokolistny. Przy każdym z nich znajdziemy informacje na temat pobliskiej roślinności, a także dodatkowe zadania. Łączna powierzchnia obszaru objętego ścieżką to ponad 50 tys. m². Na terenie ścieżki znajdziemy także ul pokazowy czy dodatkowe elementy infrastruktury jak siedziska, palenisko czy turystyczną wiatę.
Ścieżka zlokalizowana jest na terenie i wokół terenu Lasku Stawiki, pomiędzy kompleksem piłkarskim a kąpieliskiem. Prowadzi przez tereny leśne, torfowiska i łąki.

### Dodatkowe atrakcje
- Siłownia plenerowa na świeżym powietrzu z ośmioma stanowiskami treningowymi[4];
- Pętla rowerowa o długości 1,8 km z nawierzchnią z warstwy bitumicznej, odseparowana od ciągu pieszego pasem zieleni z krzewami derenia białego[7];
- Plac zabaw dla dzieci[10];
- 200-metrowa bieżnia do ćwiczeń szybkościowych[11];
- Punkty gastronomiczne i puby sezonowe wraz z całoroczną restauracją Siedlisko Stawiki. Restaurację rozbudowano w 2018 roku o część grillową, lodziarnię i dmuchane atrakcje dla dzieci (zamek i zjeżdżalnię);
- Stacja wypożyczania rowerów Roweru Metropolitalnego (do 2023 Sosnowieckiego Roweru Miejskiego);
- Elementy małej architektury: zatoki rowerowe, 70 ławek wokół zbiornika, 40 stojaków rowerowych[7];
- Pumptrack w postaci asfaltowej pętli o długości 150 m[12];
- Park linowy z dwiema trasami: junior i standard[13].

## Galeria

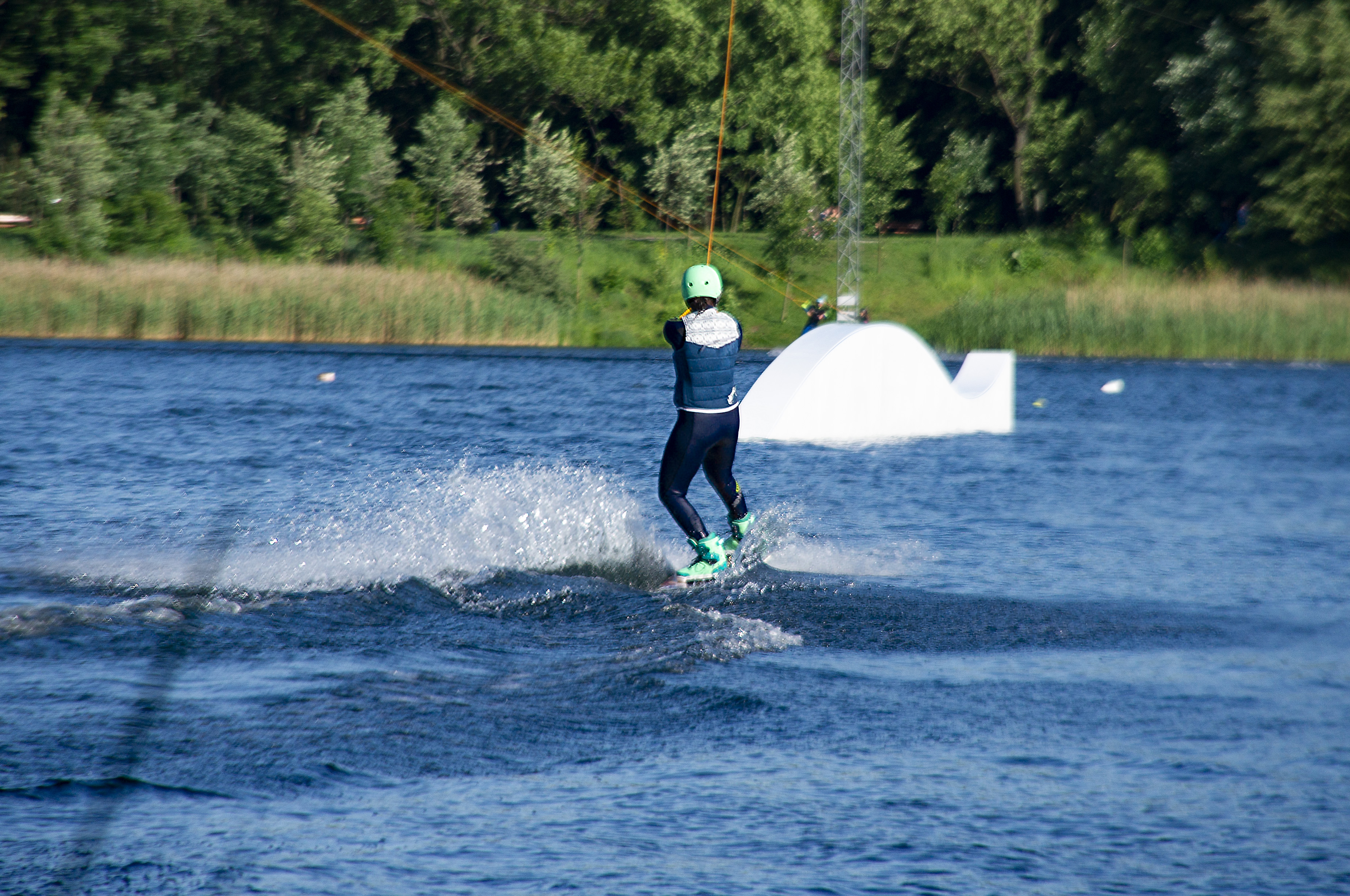
Wakeboarding na wyciągu pięciosłupowym;
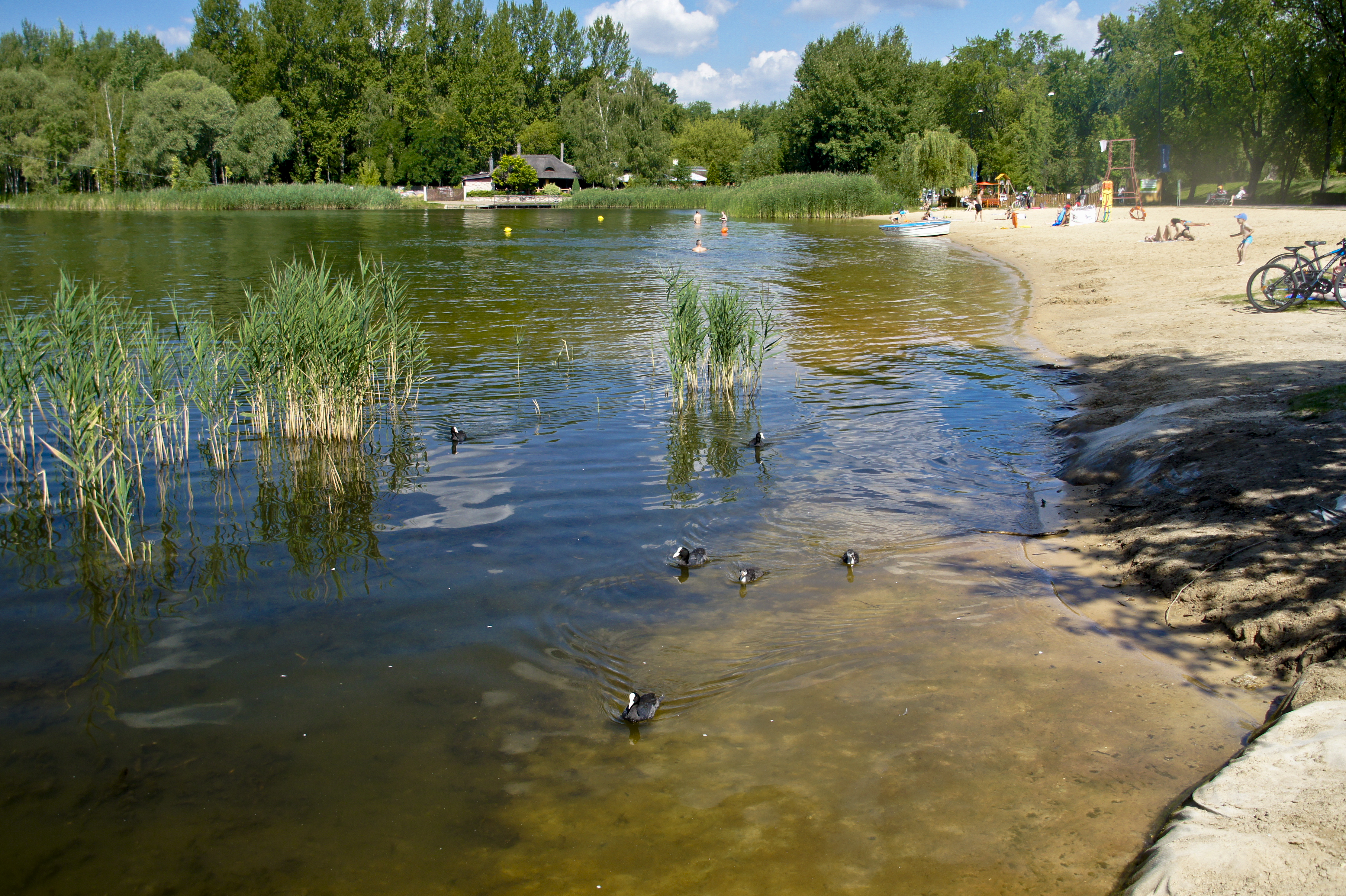
Kąpielisko Stawiki
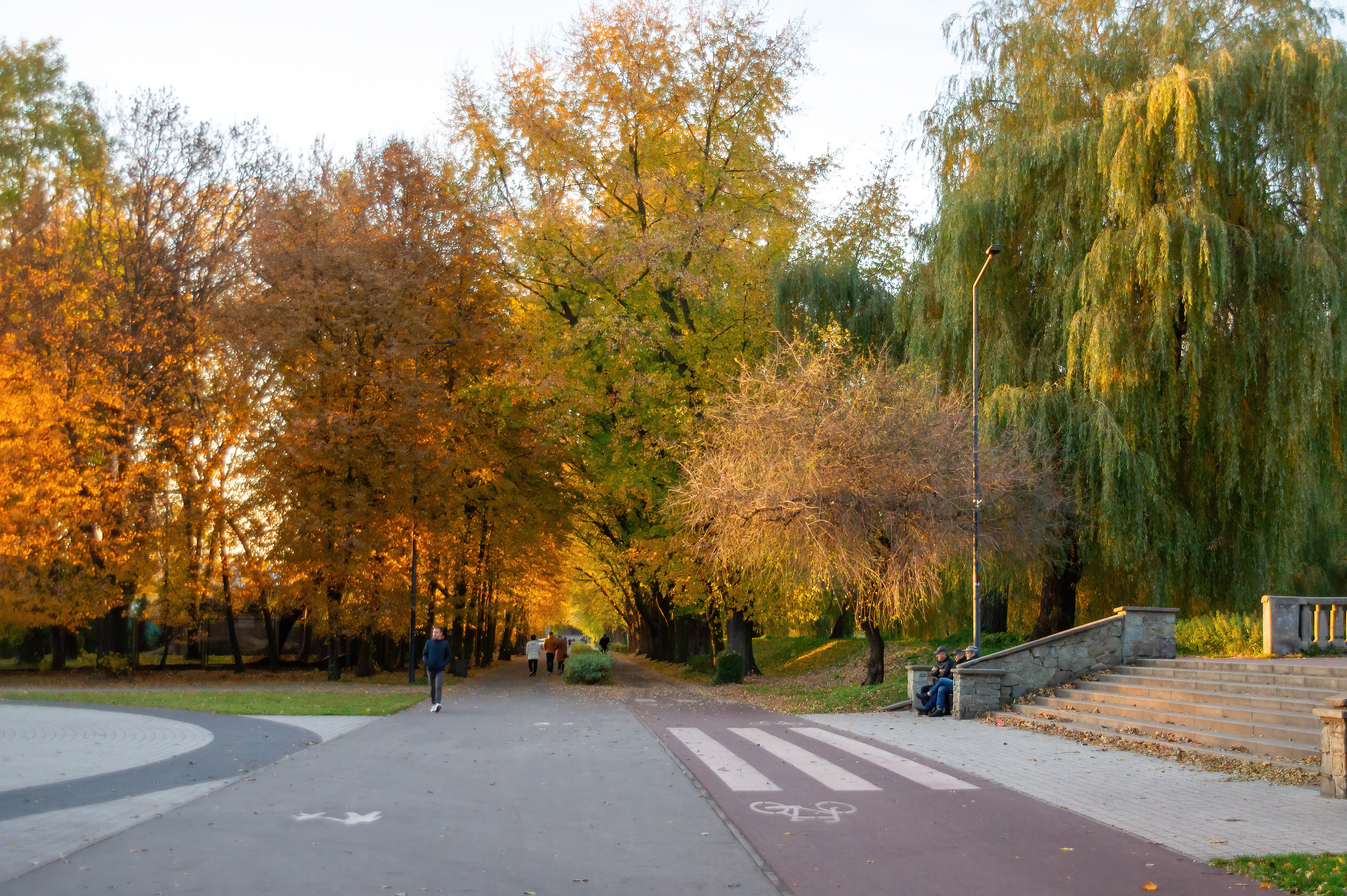
Plac przed stadionem;
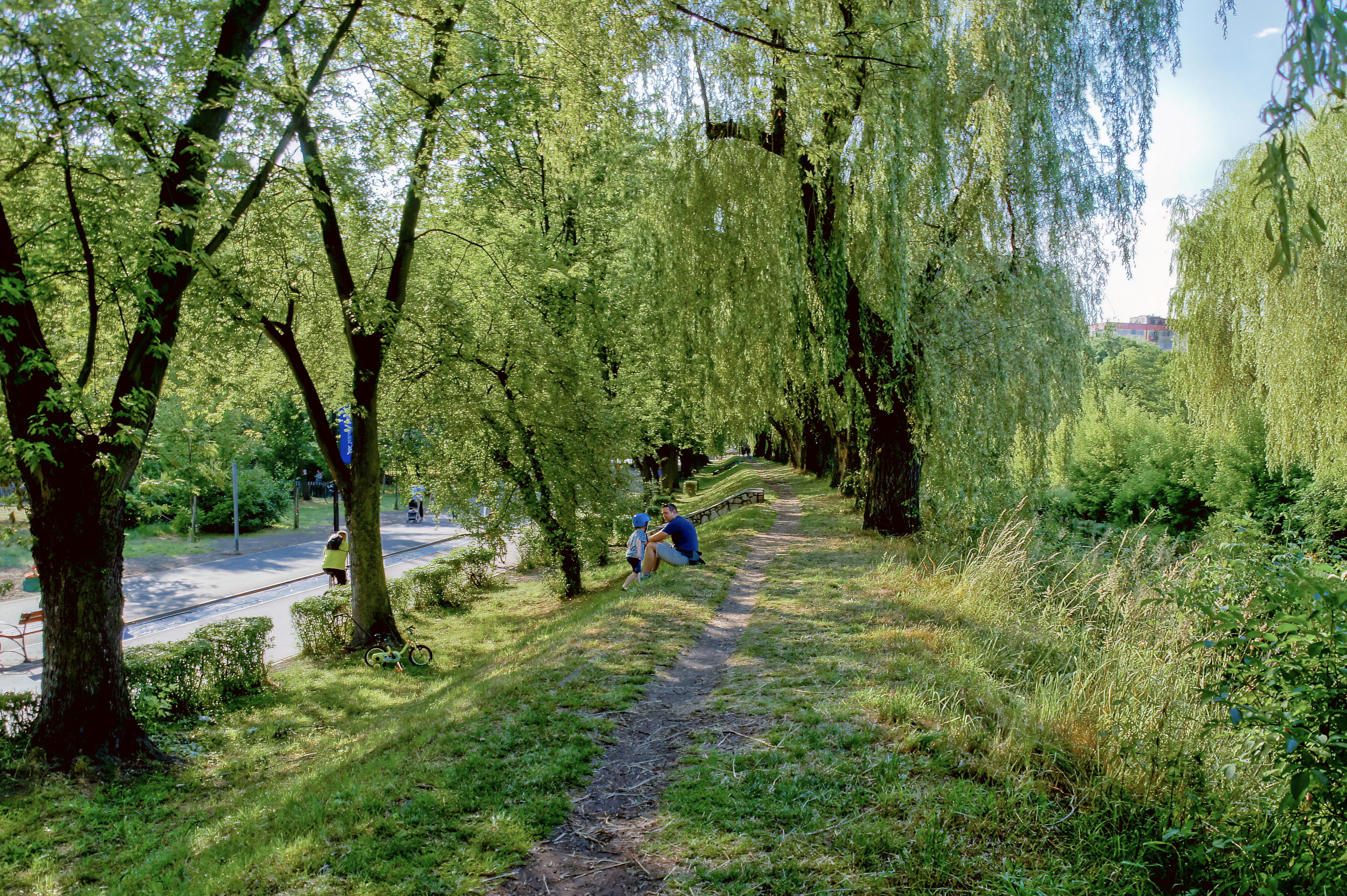
Szlak Dawnego Pogranicza
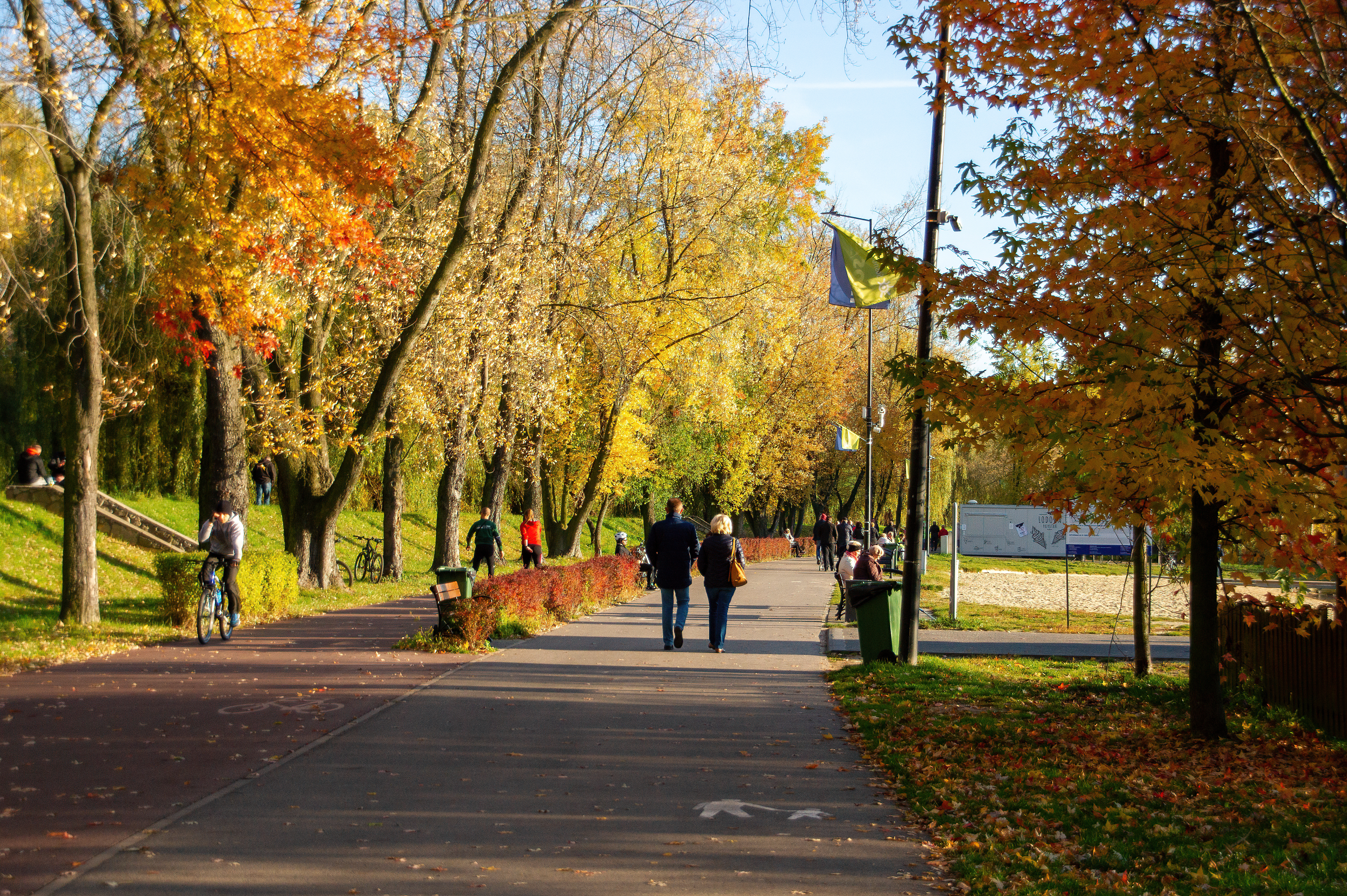
Stawiki jesienią
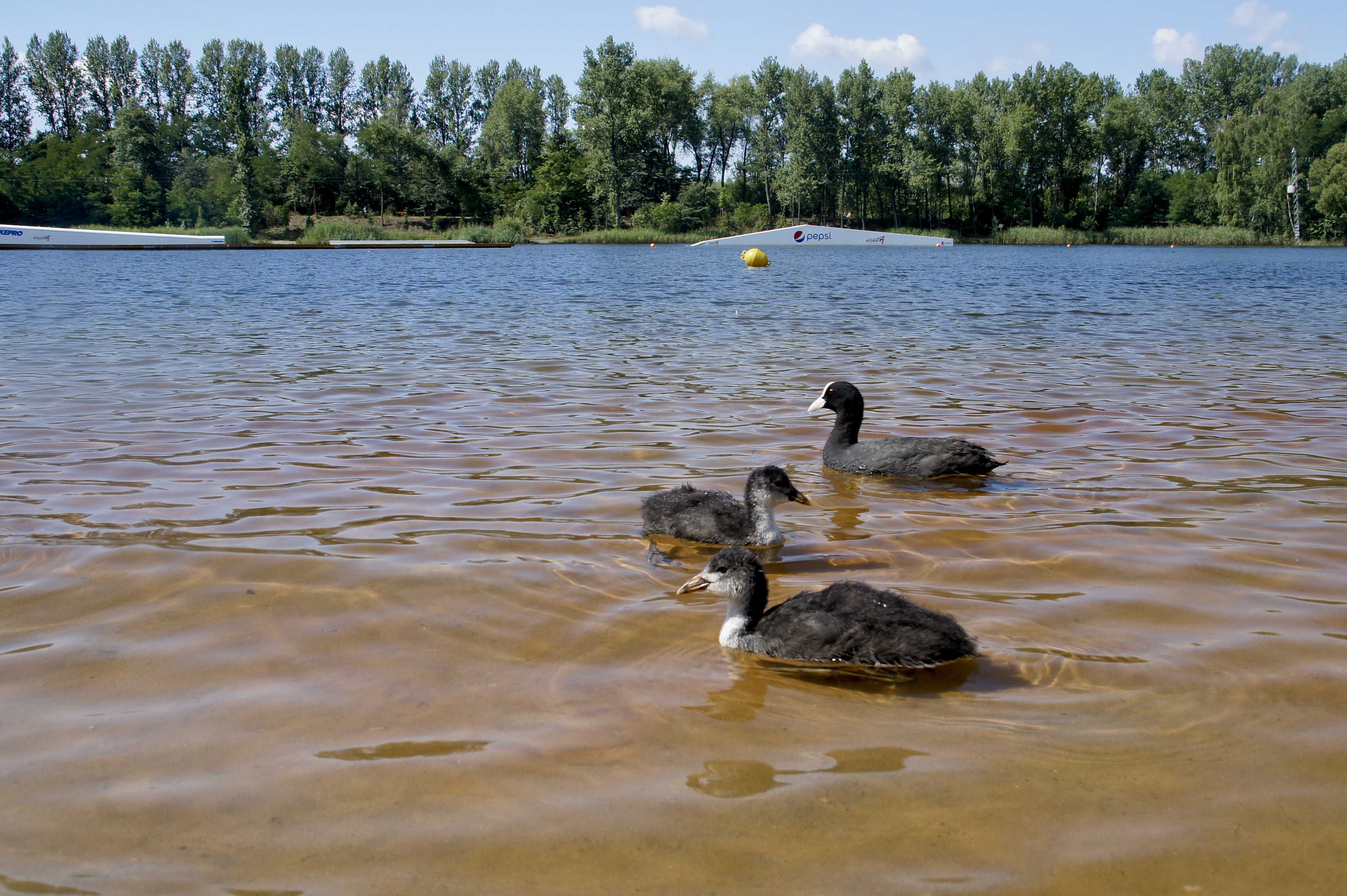
Łyski
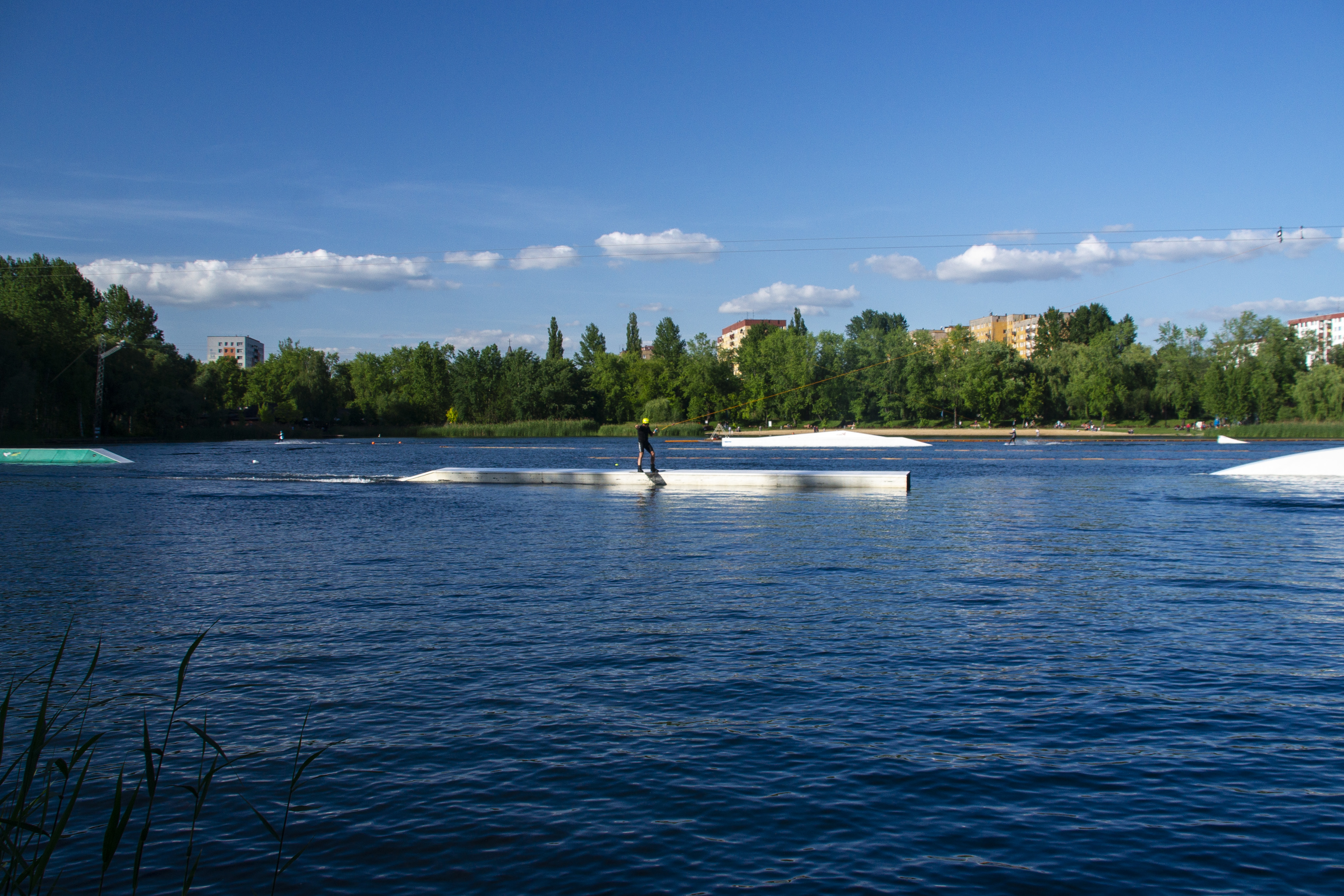
Wake Zone Stawiki
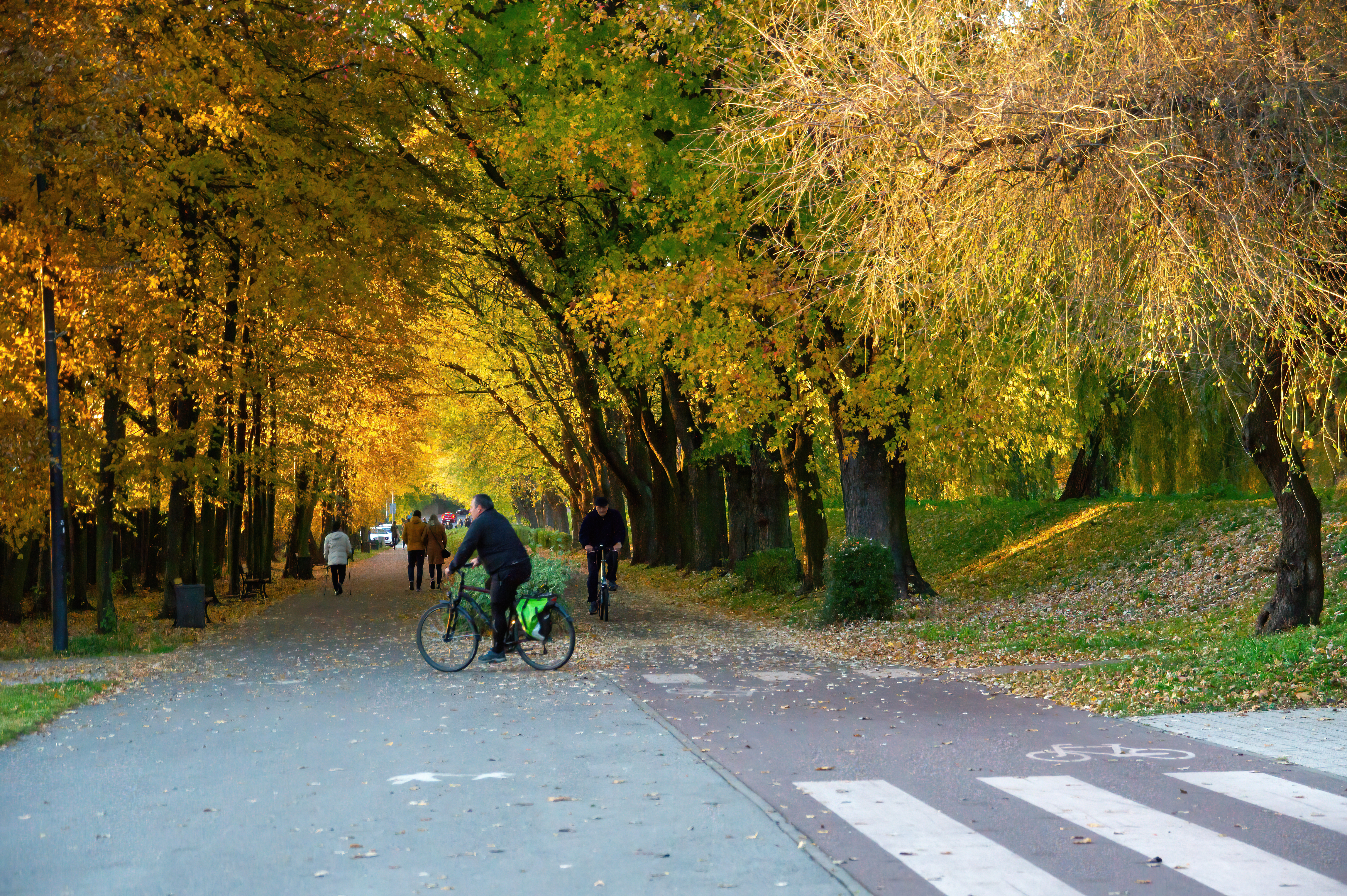
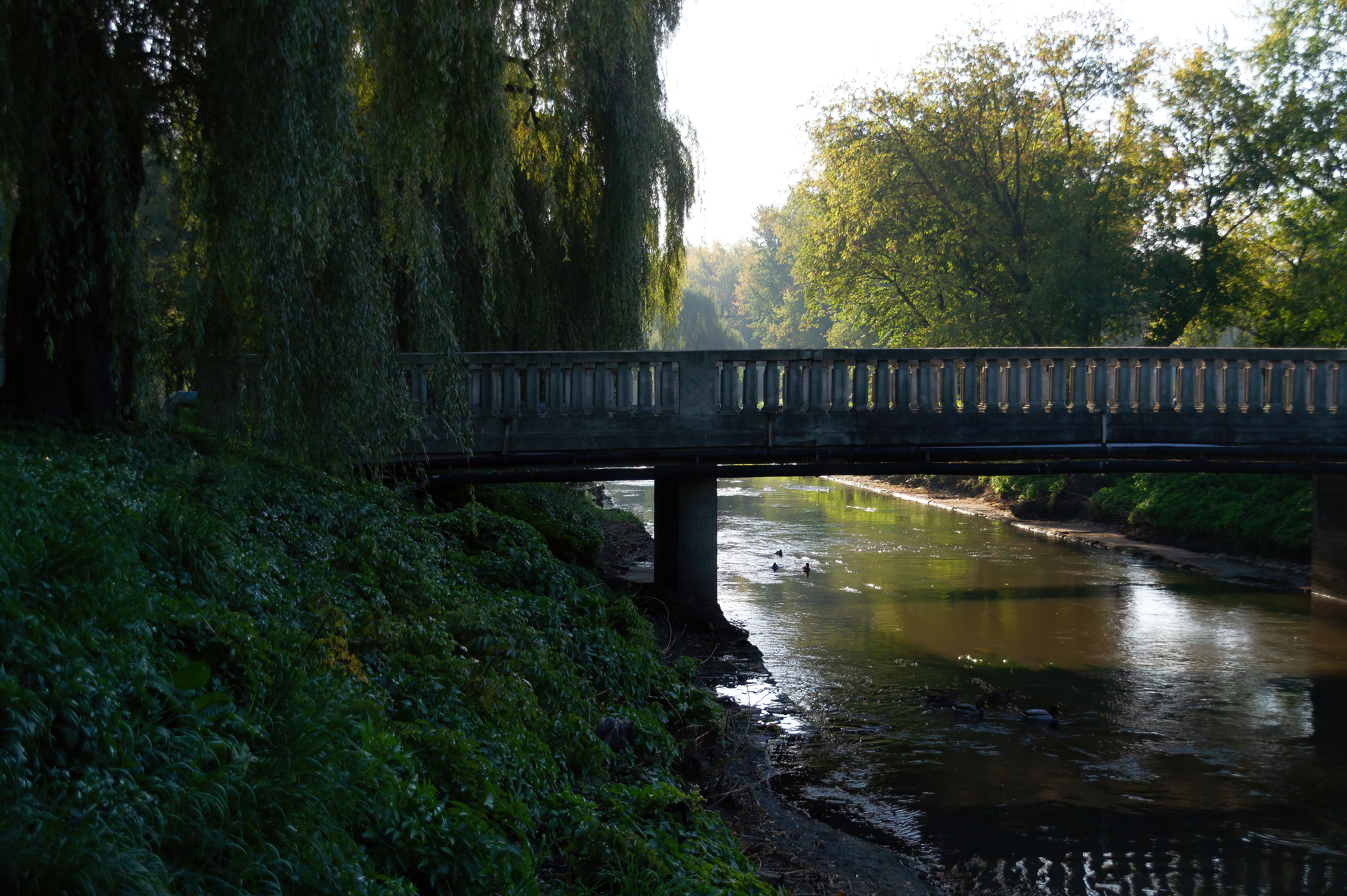
Most na Brynicy – przejście na Stawiki
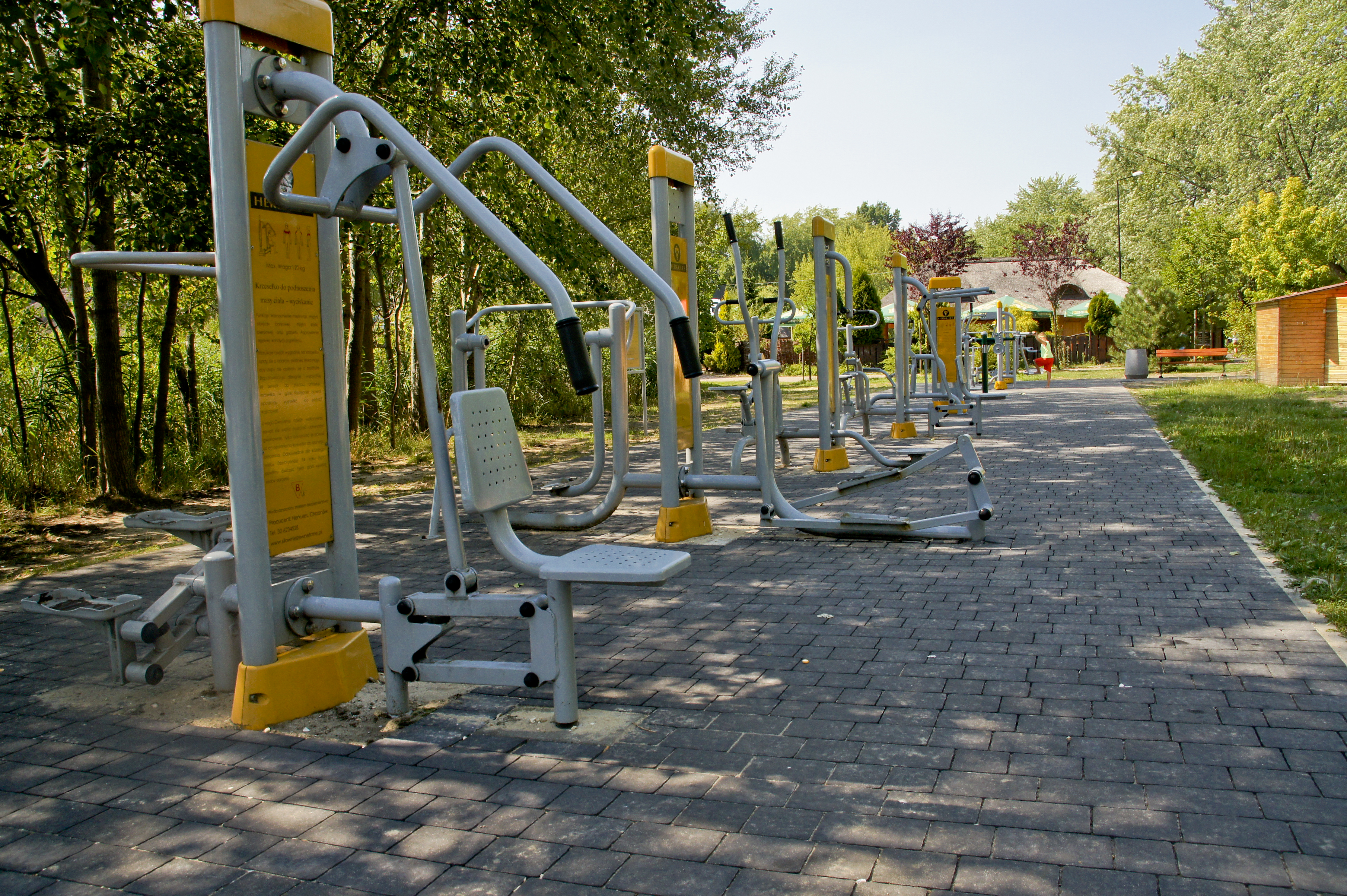
Siłownia plenerowa